# 邻苯二甲酸丁苄酯
邻苯二甲酸丁苄酯（英語：benzyl butyl phthalate，常缩写为BBP、BBzP）是一种邻苯二甲酸酯，邻苯二甲酸、苯甲醇和正丁醇的酯。BBP是一种清澈的液体，化学式为C19H20O4。它主要用作PVC的增塑剂。它被认为是一种有毒物质 。
BBP通常用作聚氯乙烯泡沫（常用作地砖）的增塑剂。其他用途还有道路標筒、食品输送带和人造皮革 。
BBP被欧洲化学局（ECB）列为有毒物质，因此其在欧洲的使用量迅速下降。
2008年，四家BBP卖家被比利时竞争委员会批准参与卡特尔。

## 结构和反应性
BBP是一种二酯。由于BBP含有两个酯键，它可以在多种化学途径中发生反应。羰基C原子都是弱亲电子的，因此是强亲核化合物攻击的目标。除了羰基C原子靶，它含有一个CH键，而H原子是弱酸性的，这使得它容易被强碱去质子化。BBP在酸性或碱性条件下水解。酸性条件下的水解是Fischer-Speier酯化反转，而碱性条件下的水解通过皂化进行。由于BBP含有两个酯键，因此很难进行化学选择性反应。
在基本条件下，BBP可以进行皂化。BBP的皂化值为360mg KOH/g。每个分子的羧基官能团的量相对较高（2个羧基官能团，分子量为312.36）。这使得该化合物相对不皂化。

## 合成
BBP的合成相对容易，并且在SN2机制之后以一步机制合成。在H 2 SO 4的影响下，正丁醇上的醇基团被消除，形成1-丁烯。之后将邻苯二甲酸酐加入到混合物中。丁烯的π键的负电荷攻击羧酸官能团上的一个碳原子。之后，将邻苯二甲酸正丁酯加入到丙酮，K 2 CO 3和苄基溴的混合物中。溶解的碳酸钾保持溶液碱性，并由此催化邻苯二甲酸正丁酯在苄基溴上的取代。在这最后一步之后，可以分离BBP。

## 代谢
BBP可以以各种方式被人体吸收。首先，它可以被皮肤吸收，意味着化合物被皮肤吸收。大鼠研究表明，BBP摄取的27％通过此途径发生。在此过程中，邻苯二甲酸二酯的结构决定了皮肤吸收的程度。
BBP也可以口服。被身体吸收的化合物的量取决于所施用的剂量。在高剂量时吸收似乎是有限的，这意味着少量吸收比大量吸收更容易。最后，BBP可以被吸入。在这种情况下，BBP通过肺吸收。
BBP以多种方式在人体内生物转化。肠酯酶将BBP代谢成单酯代谢物。这些主要是邻苯二甲酸单苄酯（MBzP）和少量邻苯二甲酸单丁酯。邻苯二甲酸单苄酯与单丁酯的比例为为5：3。这些代谢物可被直接吸收和排泄，或进行II期反应。在后者中，它们与葡萄糖醛酸结合，然后以葡萄糖醛酸形式排出。大鼠研究表明，70％的BBP未缀合，而30％缀合。在高浓度的BBP下，相对较少的代谢物结合。这表明缀合途径（葡糖醛酸化作用）在大量施用的BBP下饱和。 BBP的代谢产物迅速排泄，其中90％在24小时内离开人体。因此，BBP在血液中的半衰期很低，只需要10分钟。然而，BBP的单酯代谢产物（如单苯二甲酸酯）的半衰期较长，为6小时。
BBP在体内非常有效地代谢。尽管BBP的主要部分是作为邻苯二甲酸单苄基酯代谢物排泄的，但BBP的小片段以邻苯二甲酸单丁基酯的形式排泄。在原来的胆汁中很少发现BBP。尽管如此，代谢产物如单丁基葡糖苷酸和邻苯二甲酸单苄酯葡糖苷酸以及痕量的游离单酯可以在那里找到。

## 作用方式
对BBP的作用方式知之甚少。不过，实验研究暗示了一些机制。一种现象是BBP与大鼠的雌激素受体结合。体外实验确实显示BBP对雌激素介导的基因表达具有影响的弱势。这是因为像BBP这样的邻苯二甲酸酯类似于雌激素。另一方面，BBP的代谢物仅与雌激素受体具有弱反应性。关于这种机制是否以及如何在体内发挥作用知之甚少。
此外，BBP通过这样做与细胞内类固醇受体结合并引起基因组效应。BBP还会干扰导致非基因组效应的离子通道受体。其基本机制是BBP阻断与P2X受体结合的钙信号。通过P2X介导的钙信号传导最终影响细胞增殖和骨重建。在骨重建的发育阶段，BBP的高环境暴露可能因此造成问题。

## 接触
一些当局估计一般人群接触BBP的情况。国际化学品安全计划（IPCS）的一个机构得出结论，接触BBP主要是由食物摄入引起的。与许多其他邻苯二甲酸盐一样，BBP用于增加塑料的柔韧性。但是，邻苯二甲酸盐不受限于塑料，这意味着它们可以很容易地排放到环境中。从那里它可以在作物种植过程中被摄入食物中。另外，BBP可以通过食品包装材料进入食物。 此外，儿童可能会因玩具敲打而暴露于BBP。  在20世纪80年代和2000年代之间，有关部门进行了各种研究，以估计不同国家一般人群接触BBP的情况，结果各不相同。在美国，成人接触量估计为2μg/ kg体重/天 由于食物摄入量的差异，BBP暴露于儿童的可能性较高。
尽管如此，这些估算应谨慎解读，因为它们基于不同的食物类型，计算中使用的假设不同，食物中BBP的含量因不同国家而异，而且食物中BBP的含量随时间而变化。
除一般暴露外，还有与职业有关的BBP暴露。这可以通过吸入蒸气或通过皮肤接触来发生。估计这是每天286微克/千克体重。但是，一般认为职业暴露低于此。  实验发现BBP的NOAEL为50mg / kg体重/天，并且相关的安全边界为约。 4,800或更多。 因此，根据目前的估计，BBP在一般或职业暴露条件下似乎不会造成非常高的风险。

## 毒性和不良影响
在涉及200名志愿者的斑贴试验中未发现主要刺激或致敏反应。但是，如果BBP被身体吸收，可能会产生毒性效应。它对大鼠的LD50为2至20克/公斤体重。

### 职业危害
PVC加工行业的员工比普通公众暴露于更高水平的BBP，因此更容易遭受不利的健康影响。在工作人员中没有观察到呼吸或周围神经系统的影响。尽管在他们的尿液中发现了稍高的BBP代谢物水平。  但长期职业接触BBP的确会显着增加多发性骨髓瘤的风险。 

### 孩子
儿童可能比成年人接触更高水平的BBP。由于儿童是化学暴露的弱势群体，因此已经进行了研究以评估BBP暴露的影响。PVC地板与前两年支气管阻塞的风险显着增加有关。  生活在城市地区的儿童BBP也与气道炎症有正相关性。 此外，有证据表明产前暴露于来自室内尘埃的BBP会影响儿童湿疹的风险。  邻苯二甲酸酯及其代谢物如何到达胎儿的确切机制仍不清楚。但是，由于这些化学物质似乎能够到达胎儿，所以它们被认为会影响胎儿的健康和发育。 需要进一步的研究来确定产前暴露对胎儿发育的影响。

### 致畸性和生殖影响
关于BBP对人类的生殖影响只做了一些研究，但结果尚无定论。根据NTP-CERHR，暴露的男性的不良生殖影响可忽略不计。然而，一项研究发现改变精液质量和接触邻苯二甲酸单丁酯（BBP的主要代谢物）之间的联系。 没有研究BBP对人类的致畸作用。然而，已经对动物进行了许多研究。产前暴露于高水平的BBP可导致胎儿体重降低，胎儿畸形发生率增加，植入后丧失甚至胚胎死亡。  在大鼠胎儿中观察到的精确的致畸作用似乎与发育过程中暴露的时期有关。在怀孕的前半期暴露于BBP导致胚胎致死，而在下半年暴露于致畸性。 
在两代研究中发现雄性后代在睾丸中具有宏观和微观变化，除了减少精子产生之外，还降低血清睾酮浓度。 此外，还观察到精囊重量减轻。  这些结果表明对生育力有明显的负面影响。

### 动物中的其他毒性研究
已经在动物中进行了许多研究以阐明BBP暴露的不利影响。大鼠中的长期BBP暴露导致体重减轻，肝脏和肾脏的重量增加以及致癌性。  在雄性大鼠中，胰腺肿瘤的发病率增加，而在雌性大鼠中，胰腺和膀胱肿瘤的发病率增加 
虽然BBP与致癌性有关，但研究表明BBP不具有遗传毒性。 

## 环境毒理学
像其他低分子量邻苯二甲酸酯一样，BBP对水生生物有毒。这包括单细胞淡水绿藻如Selenastrum capricornutum。BBP也被证明对D. magna等淡水无脊椎动物有毒性。对于这些生物体，毒性效应与邻苯二甲酸酯的水溶性相关，BBP相对于高分子量邻苯二甲酸酯而言相对较高。BBP显着影响海水无脊椎动物。用mysid虾进行的实验表明，BBP对这些生物体有剧毒。在各种鱼类中，甜水鱼蓝鳃鱼显示出受BBP的毒性影响。此外，观察到的咸水鱼Parophrys vetulus快速致死效应。

## 退化
当考虑到BBP的降解时，应该意识到它含有两个酯官能团的事实。这为生物体提供了生物转化的手段。酯基赋予BBP亲水性，因此水解相当容易。在1997年进行的检查，发现，生物转化起到BBP的退化非常重要的作用。此外，在水中的溶解度对环境中生物转化的有效性起着重要作用。与其它增塑剂相比，丁基使BBP具有稍微更疏水的性质，因此它具有较好的可溶性。烷基链越长，可溶性越小，其退化程度越低。

## 立法措施
BBP在2005年12月2日根据加州第65号提案被列为发育毒物。加利福尼亚州环境健康危害评估办公室（OEHHA）于2013年7月1日批准BBP每天最高允许剂量水平为1200微克。加拿大当局限制软乙烯儿童玩具和儿童护理用品中的邻苯二甲酸盐（包括BBP）的使用。
根据欧盟理事会指令67/548 / EEC1，BBP被列为生殖毒物，因此限制使用。限制包括在市场上销售，并用于任何类型的玩具和儿童护理用品。这些限制从2017年1月16日起实施。由于BBP公司的分类和标签已经转向使用替代品。限制不限于玩具。自2006年11月22日起，含有BBP的化妆品不得供应给欧盟的消费者。